# 台湾泥蟹
台湾泥蟹（学名：Ilyoplax formosensis）为沙蟹科泥蟹属的动物。分布于台湾等地，生活环境为海水，一般生活于河口或内陆海的泥滩。